# Kondar (délégation)
Kondar est une délégation tunisienne dépendant du gouvernorat de Sousse.
En 2004, elle compte 11 636 habitants dont 5 570 hommes et 6 066 femmes répartis dans 2 121 ménages et 2 186 logements.